# Генч, Мехмет
Мехмет Генч (4 мая 1934 года — 18 марта 2021 года) — турецкий историк, специалист по экономике Османской империи.

## Биография
Родился 4 мая 1934 года, был седьмым ребёнком в семье. Окончил среднюю школу Хопа, затем поступил в лицей Хайдарпаша, который окончил в 1953 году. Среди его преподавателей в лицее были Нихаль Атсыз и Махир Из. Вместе с Генчем в лицее учились Мехмет Чавушоглу и Яшар Гюнайдын. После окончания лицея переехал в Анкару, там поступил в Анкарский университет. Во время учёбы познакомился с поэтами Сезаи Каракочем и Джемалем Сюрейёй, историками Мете Тунчаем и Танером Тимуром, а также журналистом Мехметом Шевкетом Эйги. В 1958 году окончил в университет. Затем работал чиновником.
После реформ 1950-х годов увлёкся изучением истории экономики. Его научным руководителем был Омер Лютфи Баркан. В 1965-82 годах работал в институте турецкой экономической истории при Стамбульском университете. Написал ряд важных работ по экономической истории Османской империи.